# おまかせアレックス
おまかせアレックス（英: The Secret World of Alex Mack）はアメリカで製作されたテレビドラマ。

## 概要
アレックス・マックは、化学会社の運搬トラックが起こした事故に遭遇してしまい、実験化学物質GC-161を被ってしまった。その副作用で超能力が宿るようになったが、そのことが化学会社に知られたら、アレックスが実験材料にされるため、秘密を知っているのは友人のレイモンドと姉のアニーの二人だけ。アレックスは超能力を持っていると周囲には隠しながら、日常の様々な問題を解決していくストーリー。
1994年から1997年にかけてニコロデオンで全4シーズン、78話が放送。日本では1997年から1999年にかけてNHK教育テレビジョンで放送。日本では、今のところ映像ソフト化はされていない。
```
シーズン1は、13話でスタート。シーズン2も13話だったが、人気が出たことで、シーズン3でエピソード数が急激に増えた。このため、シーズン4で終了。プロデューサー側は、シーズン5も続け、映画も作りたがっていたが、主演のオレイニックが、バーンアウトと辞退し、自滅した形で終わった。当時のケーブルTV局ニコロウディオンの番組としては、最長記録を作った。
[
1
]
>
```

## 登場人物
アレックス・マック
ラリサ・オレイニク（吹き替え：川上とも子）
勉強・スポーツ共に平均的な、どこにでもいる女の子だったが、中学生活初日に道路で運搬車の化学薬品を被ったために超能力を持った。
レイモンド・アルバラド
ダリス・ラブ（吹き替え：佐藤淳）
アレックスの同級生で友人。アレックスの秘密を知っている。
アニー・マック
メレディス・ビショップ（吹き替え：阿部桐子）
アレックスの姉。科学の天才である。アレックスの超能力を知っていて、科学の知識を生かしながら彼女の能力について検査も兼ねて色々調べている。ストーリーの途中で遠くの大学へ行くことになる。
ジョージ・マック
マイケル・ブレイクレー（吹き替え：石波義人）
アレックスの父。実験化学物質GC-161を開発している会社で勤務している。娘アレックスの秘密は知らない。
バーバラ・マック
ドリアン・ロピント（吹き替え：野村須磨子）
アレックスの母。娘アレックスの秘密は知らない。

## 始まり
```
ドジなデイブの運転する化学物質GC161搬送トラックが、よそ見をしながら道路を渡ろうとする中学一年生初日のアレックスをよけようと、消火栓に激突。いかにもこじつけらしい不自然な形で飛び上がった容器が、落下。GC161が飛び出て、消火栓の水で、まき散らされる。アレックスは、それを浴びてずぶぬれ。家に戻ると、異変が起き、超能力が身につく。指先から電気を放つザップ。水たまりになるパドルで、普通の子だったアレックスが、普通の子ではなくなるギャグストーリー。
[
1
]
>
```

## 超能力
アレックスが開発中の化学物質『GC-161』を被ってしまった結果、その副作用で宿った力。一時的に発生しただけの力もある。
念力
対象に触れず、念じるだけで動かすことができる力。いわゆる「テレキネシス」。薬品会社に忍び込む際に、社員のお尻のポケットからカードキーをこっそり抜き取ったり、陽動のために物音を立てたりする時に使用する。また、複数の物体を同時に操ることも可能で、常人では不可能（手が何本も必要な）作業でもこなせる。意識を集中すればかなりの重量物でも動かせるらしく、土管の下敷きになりかかっている子供を助けたこともあった。
放電
指先から電撃を放つ力。威力は自由に調整できる。攻撃の手段として使用法の他に、着火用の火花を発生させたり、電子機器を破壊する場合などに使用する。物語が進むにつれて、その威力は強力になっている。
液体化
自分自身を銀色（または透明）な液体に変化させる力。液体化すると、細いパイプやわずかな隙間にも入り込むことが可能になるため、隠密行動する場合に非常に有効。家や学校、薬品会社に密かに出入りする場合や、追手から身を隠す場合などに使用する。子供のイタズラで部屋に閉じ込められた時も、ドアと床の隙間から難なく抜け出すことができた。物語後半では、アレックスが触れている物体や人間を同時に液体化させる場面も増えた。
発光
アレックスの感情が昂ぶった（喜び、怒り、動揺した）場合に、身体（主に顔面）が黄色や紫色などに光る現象。上記の念力や放電、液体化とは異なり、アレックスの意思に関係なく発生してしまう、特に役に立たない力。
物語が進むにつれて、アレックスの超能力をコントロールする技術が高まった為か、発生しなくなっていった。
怪力
母バーバラの作ったカレーと、アレックス体内のGC-161が何らかの作用を起こして、一時的に発生した力。この時のアレックスは、重い冷蔵庫や重量挙げのバーベルを軽々と持ち上げ、数トンある工事用特殊車両すら簡単に動かしてしまうほどだった。
泡
アレックスの体調不良が何らかのきっかけとなって、一時的に発生した力。口から割れにくいシャボン玉状の泡が出るだけで、実用的な意味は無い。最初はアレックスの意思に関係なく泡が出てきてしまっていたが、程なくして自由自在にコントロールできるようになった。

## 人気の理由
```
最も大きな理由は、主演のオレイニック。400人の中から一発で選ばれたという適役。パドル。アメリカの子供には、下水は不思議な魅力があるらしく、水たまりになって下水を伝わってどこへでも移動できるのがうけていた。帽子。アメリカではベースボールキャップは定番アイテムだが、アレックスはいつもなんらかのものをかぶっていて、アレックスキャラのファッションになっていた。
[
1
]
>
```

## よく見ると矛盾だらけ
```
おまかせアレックスのエピソードは、時間的な矛盾だらけで、一つのエピソードの中ですら、矛盾があったほど。だが、最も大きな矛盾は、アレックスの学校。シーズン1で、中一として、ダニエル・エイトロン・ジュニア・ハイスクールに入学。シーズン2で中二になる。この時点で、同じ学校に上級生の中三がいるのにもかかわらず、シーズン3では、途中からアレックスが、シニアハイスクールに入学。ジュニアハイで中三だった上級生が、いつの間にか、このシニアハイの上級生になっている。
[
1
]
>
```

## 日本を意識したエピソード作り
```
アレックスの母親、バーバラは、日本語を習っているというエピソードがある。アレックスの姉、アニーの大学入学の面接で、日本名の博士がアレックスの家に来るエピソードがある。
[
1
]
>
```

## 落ちぶれた理由
```
人気が出たのをいいことに、シーズン3で、エピソードを急激にたくさん作った結果、台本がいい加減になり、どう見ても制作を外注した思えるエピソードが増えた。もともと、女の子と男の子が親友というところに他の番組と違う特徴があったものの、恋愛ものがふえ、三角関係など、昼メロのようなエピソードまで登場。ネタに困っている様子がうかがえた。
[
1
]
>
```

## その後
人気が出たオレイニックは、ストーカーに付きまとわれる事件があり、普通の子ではなくなったアレックスが、普通の子ではなくなったオレイニックにもおこった。

## その他
- ジェシカ・アルバが第1シーズンで主人公アレックスの上級生として、スコットのガールフレンドのジェシカ役で出演している。